# O czym szumią wierzby (serial animowany 1993)
O czym szumią wierzby (jap. 楽しいウイロータウン Tanoshii Uiroo Taun) – japoński serial anime wyprodukowany w latach 1993–1994 przez Enoki Films w reżyserii Tameo Ogawa. Zrealizowany na motywach powieści Kennetha Grahame’a o tej samej nazwie wydanej w 1908 roku. W Polsce serial emitowany był na kanałach TVN w paśmie Bajkowe kino oraz Porion z polskim dubbingiem.

## Fabuła
Serial anime opisuje przygody niesfornego Ropucha i jego przyjaciół, którzy co chwila muszą ratować go z opresji.

## Lista odcinków
| Nr  | Tytuł polski     | Tytuł japoński                                        |
| --- | ---------------- | ----------------------------------------------------- |
| 01. |                  | San hiki! bouken no tabi e!! (jap. 三匹!冒険の旅へ!!) |
| 02. |                  | TADDO no dai dassou! (jap. タッドの大脱走!)           |
| 03. |                  | Dakkan! (jap. HIKIGAERU goten 奪還!ヒキガエル御殿)    |
| 04. |                  | Sora tobu MOURII (jap. 空飛ぶモーリー)                |
| 05. |                  | Dai kaijuu! ROUDO ROURAA (jap. 大怪獣ロードローラー)  |
| 06. |                  | Shin wo kometa BARA no hana (jap. 心をこめたバラの花) |
| 07. | Podróż nad morze | Umi e ikou! (jap. 海へ行こう!)                        |
| 08. |                  | Koinu to RATTII (jap. 小犬とラッティー)               |

## Wersja polska

### Wersja VHS
- Dystrybucja: Cass Film[3]; Eurocom (z polskim dubbingiem)[1][4]